# Ревіга
Ревіга (рум. Reviga) — село у повіті Яломіца в Румунії. Входить до складу комуни Ревіга.
Село розташоване на відстані 85 км на схід від Бухареста, 26 км на північний захід від Слобозії, 135 км на північний захід від Констанци, 107 км на південний захід від Галаца.

## Населення
За даними перепису населення 2002 року у селі проживали 1358 осіб. Усі жителі села рідною мовою назвали румунську.
Національний склад населення села:
| Національність | Кількість осіб | Відсоток |
| -------------- | -------------- | -------- |
| румуни         | 1339           | 98,6%    |
| цигани         | 19             | 1,4%     |